# Shelley Thompson
Shelley Thompson (Calgary, 9 marzo 1959) è un'attrice canadese.
Nata in Canada, ma formatasi al RADA di Londra, ha lavorato a lungo nel Regno Unito, in particolare al Royal National Theatre ed in radiodrammi della BBC.
Ha poi partecipato a diverse serie televisive, tra cui Mike & Angelo.
Per il grande schermo ha recitato - tra gli altri - in Il ritorno delle aquile (1985), Labyrinth - Dove tutto è possibile (1986), Come una donna (1992).
Ha poi fatto ritorno in patria, dedicandosi principalmente al teatro ed alla televisione, divenendo protagonista della serie Trailer Park Boys (compreso l'omonimo film tratto dalla serie).